# Gresham Sykes
Gresham M'Cready Sykes, född 26 maj 1922 i Plainfield i New Jersey i USA, död 29 oktober 2010 i Charlottesville i Virginia i USA, var en amerikansk sociolog och kriminolog (högerrealist).

## Biografi
Gresham Sykes avlade kandidatexamen vid Princeton University och lade fram en doktorsavhandling vid Northwestern University. Sykes har under karriären undervisat vid Princeton University, Dartmouth College och Northwestern University innan han blev professor i sociologi vid University of Virginia. Hans forskning rörande New Jersey State Prison har beskrivits som banbrytande i studier som tittar på det som möter fängelsevakter i deras arbete och i mötet med de intagna. Sykes är medförfattare till Artikeln Techniques of Neutralization: A Theory of Delinquency som beskriver neutraliseringstekniker, ett antal metoder genom vilka en person som begår olagliga handlingar neutraliserar moraliska och etiska spärrar som normalt skulle hindra personen från att begå brott. Artikeln skrev han tillsammans med David Matza och den blev publicerad i American Sociological Review, en referentgranskad fackvetenskaplig tidskrift, i december 1957.